# Championnats de France de patinage artistique 1988
Navigation
Championnats de France 1987 Championnats de France 1989
Les championnats de France de patinage artistique 1988 ont eu lieu du 18 au 20 décembre 1987 à la patinoire Clemenceau à Grenoble pour 3 épreuves : simple messieurs, simple dames et couple artistique. 
La patinoire Charlemagne de Lyon a accueilli les 7 et 8 novembre 1987 l'épreuve de danse sur glace.

## Faits marquants
- C'est la première fois que la ville de Grenoble accueille les championnats de France de patinage artistique.

- Agnès Gosselin obtient son sixième et dernier titre national consécutif. Elle quitte le patinage amateur à l'issue de la saison 1987/1988, après les championnats du monde.

- Frédéric Harpagès est forfait à cause d'une fracture de la cheville droite au cours d'un entraînement à l'automne 1987[1].

- Valérie Binsse & Jean-Christophe Mbonyinshuti sont les seuls participants de la catégorie des couples artistiques.

- Les danseurs sur glace Isabelle Duchesnay & Paul Duchesnay, double champions de France en titre, sont forfaits. En effet, quelques jours avant les championnats, Paul a blessé trois doigts de sa sœur Isabelle avec son patin.

## Podiums
| Épreuves                            | Or                                            | Argent                            | Bronze                            |
| Messieurs résultats détaillés       | Frédéric Lipka                                | Axel Médéric                      | Fernand Fédronic                  |
| Dames résultats détaillés           | Agnès Gosselin                                | Claude Péri                       | Sandrine Bache                    |
| Couples résultats détaillés         | Valérie Binsse / Jean-Christophe Mbonyinshuti | -                                 | -                                 |
| Danse sur glace résultats détaillés | Corinne Paliard / Didier Courtois             | Dominique Yvon / Frédéric Palluel | Sophie Moniotte / Pascal Lavanchy |

## Détails des compétitions

### Messieurs
| Rang    | Nom               | Points | Fig. imp. | Prog. original | Prog. libre |
| ------- | ----------------- | ------ | --------- | -------------- | ----------- |
| 1       | Frédéric Lipka    | 3.2    | 3         | 1              | 1           |
| 2       | Axel Médéric      | 4.8    | 2         | 4              | 2           |
| 3       | Fernand Fédronic  | 5.4    | 1         | 2              | 4           |
| 4       | Nicolas Pétorin   | 6.6    | 4         | 3              | 3           |
| 5       | Éric Millot       | 9.6    | 5         | 4              | 5           |
| 6       | Rudy Luccioni     | 13.2   |           |                |             |
| 7       | Fabrice Moriceau  | 13.6   |           |                |             |
| 8       | Marc Mandina      | 14.6   |           |                |             |
| Forfait | Frédéric Harpagès |        |           |                |             |

### Dames
| Rang | Nom                 | Points | Fig. imp. | Prog. original | Prog. libre |
| ---- | ------------------- | ------ | --------- | -------------- | ----------- |
| 1    | Agnès Gosselin      | 2.0    | 1         | 1              | 1           |
| 2    | Claude Péri         | 4.8    | 2         | 4              | 2           |
| 3    | Sandrine Bache      | 6.6    | 3         | 2              | 4           |
| 4    | Surya Bonaly        | 9.6    | 9         | 3              | 3           |
| 5    | Cécilia Tribolet    | 13.2   |           |                |             |
| 6    | Sophie Paradis      | 13.8   |           |                |             |
| 7    | Sophie Dupont       | 14.6   |           |                |             |
| 8    | Juliette Lescene    | 14.6   |           |                |             |
| 9    | Françoise Mithieux  | 16.2   |           |                |             |
| 10   | Marie-Laure Mathieu | 17.6   |           |                |             |

### Couples
| Rang | Nom                                           |
| ---- | --------------------------------------------- |
| 1    | Valérie Binsse / Jean-Christophe Mbonyinshuti |

### Danse sur glace
| Rang    | Nom                                    |
| ------- | -------------------------------------- |
| 1       | Corinne Paliard / Didier Courtois      |
| 2       | Dominique Yvon / Frédéric Palluel      |
| 3       | Sophie Moniotte / Pascal Lavanchy      |
| 4       | Doriane Bontemps / Amaury Dalongeville |
| 5       | Isabelle Sarech / Xavier Debernis      |
| 6       | Isabelle Gincourt / Frédéric Cave      |
| Forfait | Isabelle Duchesnay / Paul Duchesnay    |

## Sources
- Patinage Magazine N°7 (Janvier-Février 1988)
- Patinage Magazine N°8 (Mars 1988)
- (en) « Ice:ABROAD, FRENCH NATIONAL CHAMPIONSHIPS, November 7-8, 1987 – Lyon December 19-20, 1987 – Grenoble », sur usfsa.xmlmanager.qg.com